# Netknikmos
Netknikmos (Bryum algovicum) is een soort uit het geslacht knikmos (Bryum). Het groeit op zandgronden en in scheuren in muren.

## Determinatie
Netknikmos is een tamelijk fors knikmos met een haakvormig gekromde kapselsteel en cilindervormige kapsels met kleine mond en mamillaat deksel. De planten worden maximaal 1 cm hoog. De stengels hebben rozetbladeren, zijn rhizoïdvilt en vormen dichte gazons. De bladen zijn meestal eirond met een als lange stekelpunt uittredende nerf. Ze hebben langwerpige cellen. De rand van het blad is omgerold. Het celnetwerk van de blaadjes is ruitvormig.
De sporenkapsel is langwerpig eivormig, knikt en staat op een 1–2 cm lange, bruinachtige seta.
De soort is zeer divers en heeft de neiging hybriden te vormen met andere soorten. Het verschilt van soortgelijke soorten in zijn binnenste peristoom met talrijke langswanden.
Dit alles geldt ook voor ongewimperd knikmos en zodeknikmos, en microscopische controle is altijd noodzakelijk. Het onderscheidende kenmerk wordt gevormd door het bij netknikmos onregelmatige netwerk van lijsten en dwarslijsten op de exostoomtanden. Verder zijn de ciliën slecht ontwikkeld, en de sporen groot in verhouding tot die van zodeknikmos. Het Nederlandse materiaal is meestal synoecisch, maar geheel manlijke of vrouwelijke gametoeciën komen ook voor.

## Ecologie
Netknikmos komt vooral langs de kust voor op open, grazige vegetatie op minerale, basenrijke, soms kalkrijke bodems, zowel op natuurlijke als sterk antropogene plaatsen. In het binnenland is netknikmos onder meer gevonden op mergel, verweerd beton en puin.

## Verspreiding
De soort is inheems en wijdverbreid in Eurazië en Noord-Amerika. De soortnaam duidt op voorkomen in de Allgäu.
In Nederland komt netknikmos zeer zeldzaam voor. De meeste vondsten uit de Flevopolders dateren van voor 1980. Na 1980 zijn nieuwe vindplaatsen ontdekt op onder meer begraafplaatsen in Drenthe. Er zijn weinig vondsten uit natuurontwikkelingsterreinen en de soort lijkt in het binnenland af te nemen.